# Le Mage
Le Mage é uma comuna francesa na região administrativa da Normandia, no departamento Orne. Estende-se por uma área de 25,67 km². Em 2010 a comuna tinha 237 habitantes (densidade: 9,2 hab./km²).